# Alice Ouédraogo
Pour les articles homonymes, voir Ouedraogo.
Alice Ouédraogo, née en 1955,  est une responsable de la santé publique burkinabé. Avocate de profession, elle a beaucoup travaillé avec l'Organisation internationale du travail (OIT). Ouédraogo était la représentante de l'OIT au Cameroun et en Éthiopie et directrice de la région de l'Afrique centrale. Elle dirige aussi le programme VIH/SIDA de l'OIT et travaille à réduire la transmission du VIH et à augmenter le nombre de personnes en traitement.

## Biographie

### Enfance et carrière
Alice Ouédraogo, née Sorgho, est née en 1955. Elle est la fille de Mathias Daogo Sorgho, un membre de l'assemblée territoriale Haute-Volta à Tenkodogo entre 1952 et 1959. Sorgho était président de l'assemblée entre 1954 et 1957 et a servi dans de nombreux cabinets jusqu'en 1963 lorsque le pays gagne son indépendance. Il a été ambassadeur en France entre 1963 et 1966.
Ouédraogo est une avocate spécialisée dans le droit international avec une expérience en Afrique et avec les Nations unies. Elle était auparavant une représentante pour l'Organisation internationale du travail au Cameroun et en Éthiopie,. Elle a quitté le poste au Cameroun en juillet 2006 et a ainsi félicité la ministre camerounaise de la Promotion de la femme et de la famille, Suzanne Mbomback, pour ses actions visant à améliorer la vie des femmes dans le pays.
En 2008, Ouédraogo a été nommé directrice du sous-bureau régional de l'OIT pour l'Afrique centrale. Elle a ensuite été nommée directrice adjointe du Département de l'intégration des politiques de l'OIT, chargée notamment de surveiller les contributions de l'OIT à la réalisation des objectifs du Millénaire pour le développement (notamment le premier objectif « éradiquer l'extrême pauvreté et la faim »).